# 50 Fremont Center
Le 50 Fremont Center est un gratte-ciel de San Francisco, aux États-Unis. Le bâtiment fut conçu par l'agence américaine d'architectes Skidmore, Owings and Merrill (SOM), basée à Chicago.